# ボリバル・フエルテ
ボリバル・フエルテ（bolívar fuerte）はかつて流通していたベネズエラの通貨である。2008年1月1日よりそれまでのボリーバルに代わって流通が始まった。しかし、ハイパーインフレーションが起きたため、2018年8月20日に10万ボリバル・フエルテを1ボリバル・ソベラノにするデノミネーションを実施した。

## 概要
2007年3月にベネズエラ政府はボリーバルから1000分の1のデノミネーションを行うと発表し、名称をボリバル・フエルテ（強いボリバルの意）とした。当時のボリーバルはウゴ・チャベス大統領が行ったボリバル革命による政情不安から高いインフレーションが続いていた為、このデノミネーションで経済的混乱を抑える狙いがあった。
2008年の流通開始時点の公定レートは1ドル2.15ボリバルであったが、同時期の実勢レートが1ドル=5ボリバル前後と既に乖離が見られた。2010年代に入ると、原油価格の下落や政府の反米政策による諸外国との関係悪化もあり、国内経済が疲弊し実勢レートが1ドル=50〜100ボリバルまで下落。2016年になると1ドル=1000ボリバルにまでレートが悪化した。2008年から2016年までのインフレ率は2,000%を越え、ベネズエラでも前例のない急速なインフレーションとなった。だがベネズエラ政府は実勢レートの存在を否定し、公定レートを実勢レートから大幅に乖離した1ドル=10ボリバル弱に固定し、外貨建てでの電子決済時に決済額が非常に高額になるケースが発生した。
2016年12月、ウゴ・チャベスの後任であるニコラス・マドゥロ大統領は、新たに500〜20000ボリバルの高額紙幣を発行することを発表した。ベネズエラ政府はその数日後に「米国と結託した犯罪組織が海外に大量の100ボリバル紙幣を流出させ、ベネズエラ経済を攻撃している」として、72時間後に100ボリバル紙幣が廃止され価値が消滅する事を発表、同時に国境封鎖を行った。
外貨を持っていない国民は専ら100ボリバル紙幣の束を用いて生活をしていた為、この突然の決定に国内で動揺が広がり、国内の銀行や周辺国の両替所で大規模なパニックが発生した。発表から72時間後の交換期限を過ぎても中央銀行には新紙幣はおろか新硬貨も届かず、各地の銀行では集まった人だかりの一部が反政府デモや暴動を起こすなど混乱を極めた。
この政府が行った処置は元より疲弊していたベネズエラの経済全体に更なる混迷をもたらし、多くの国民が突如として財産を失い、貧困下に置かれる悲惨な状態となった。新紙幣の流通開始後もインフレーションは悪化の一途を辿り、2018年には8万%のインフレ率を記録し、ハイパーインフレーションとなった。レートも1ドル=100〜500万ボリバルまで悪化し、イラン・リヤルに並ぶ世界で最も価値の低い通貨となった。この頃よりベネズエラ中央銀行はドルとの固定レートを廃止し、元々政府が存在を否定してきた実勢レートに準じた99%以上の通貨切り下げを行った。

### 2018年の通貨切り替え
| ベネズエラ大統領騒乱（英語版）の最中、道路に投げ捨てられたボリバル・フエルテ紙幣。 |  | ボリバル・フエルテ紙幣で作られた工芸品を売る女性（ボゴタにて） |
| ベネズエラ大統領騒乱の最中、道路に投げ捨てられたボリバル・フエルテ紙幣。           |  | ボリバル・フエルテ紙幣で作られた工芸品を売る女性（ボゴタにて） |

2018年8月21日、ニコラス・マドゥロ大統領は、悪化の一歩をたどるハイパーインフレーションに歯止めをかけるため、10万分の1の大規模なデノミネーションを実施し、新通貨であるボリバル・ソベラノの流通を開始した。
中央銀行は新通貨の流通開始時に補助通貨として高額面のボリバル・フエルテ紙幣も引き続き使用できるとしたが、最高額紙幣の10万ボリバルでも僅か1~2円程度の価値しかなく、それより額が低い紙幣は価値がほぼ完全に消滅しており、そうした低額面の紙幣は折り紙や芸術作品の材料にされるかゴミと一緒に捨てられた。2018年末頃には捨てられた大量の紙幣が落ち葉の如く散乱したまま放置される様子が国内のあらゆる場所で見られるなど、この時点でベネズエラ国民のボリバルへの信用は失墜していた。

## 硬貨・紙幣

### 2008年から2016年までの通貨

#### 硬貨

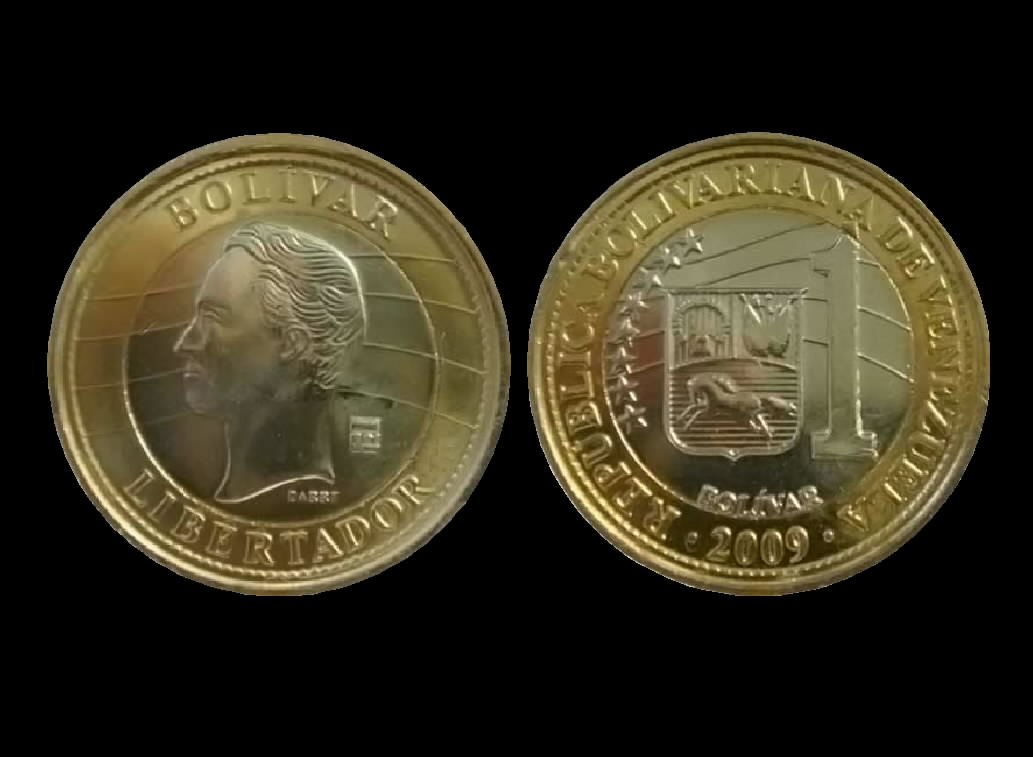
1ボリバル硬貨

1・5・10・12½・25・50センティモ・1ボリバルの硬貨が発行されていた。1・5センティモ硬貨は銅メッキ鋼鉄製、10・12½・25・50センティモ硬貨はニッケルメッキ鋼鉄製であり、これらセンティモ硬貨は表面に額面、裏面にはベネズエラの国章が描かれている。1ボリバル硬貨は外周黄銅・内側白銅によるバイメタル貨で、表面にシモン・ボリバルの肖像、裏面に額面とベネズエラの国章が描かれている。
この貨幣体系の内、特に12½センティモ硬貨については、1/8ボリバルに相当するが、この硬貨の存在のために現金の最小単位は½センティモとなっており、また金額を厳密に取り扱おうとする場合、センティモの整数部分が11以下で、かつ½センティモの端数を有する金額を現金で直接表現する方法は存在しなかった。
インフレーションの進行によって補助通貨は2010年代初頭には有名無実化した。

#### 紙幣
2008年に流通が始まった紙幣は、2・5・10・20・50・100ボリバル。紙幣はイギリスのデ・ラ・ルー社が製造し、表面にはベネズエラの独立に深く寄与した人物、裏面にはベネズエラゆかりの野生動物とベネズエラの国立公園が描かれている。全ての紙幣には耐久性向上の為にワニスコーティングがされており、10ボリバル以上の紙幣は額面が光学式変化インクで書かれ、ホログラムのついたセキュリティ・スレッドが盛り込まれている。
2010年代に進行したハイパーインフレーションによってボリバル・フエルテの価値は急落し、20ボリバル以下の少額紙幣の流通機会はなくなっていき、2017年初頭には最高額紙幣である100ボリバルの価値が僅か数円程度にまで下落していた。この頃からベネズエラの人々は価値が下がり続けるボリバルを捨て、コロンビアに行きアメリカ合衆国ドルやコロンビア・ペソ等に両替してボリバルの代わりに使用し始めていた。
| 紙幣     | 紙幣     | 紙幣                                 | 紙幣                                             | 日付          | 日付         |
| 金額     | 色       | 図柄（表）                           | 図柄（裏）                                       | 印刷開始      | 流通開始     |
| -------- | -------- | ------------------------------------ | ------------------------------------------------ | ------------- | ------------ |
| 2 Bs.F   | 水色     | フランシスコ・デ・ミランダ           | アマゾンカワイルカとメダノス・デ・コロ国立公園   | 2007年3月20日 | 2008年1月1日 |
| 5 Bs.F   | 橙色     | ペドロ・カメホ                       | オオアルマジロとリャノ                           | 2007年3月20日 | 2008年1月1日 |
| 10 Bs.F  | 褐色     | グアイカイプロ                       | オウギワシとカナイマ国立公園                     | 2007年3月20日 | 2008年1月1日 |
| 20 Bs.F  | ピンク色 | ルイサ・カセレス・デ・アリスメンディ | タイマイとペニンスラ・デ・マカナオ               | 2007年3月20日 | 2008年1月1日 |
| 50 Bs.F  | 黄緑色   | シモン・ロドリゲス                   | メガネグマとシエラ・ネバダ国立公園（ベネズエラ） | 2007年3月20日 | 2008年1月1日 |
| 100 Bs.F | 茶色     | シモン・ボリバル                     | ショウジョウヒワとアビラ国立公園                 | 2007年3月20日 | 2008年1月1日 |

発行開始前の2007年末頃に紙幣の草案と見られる画像がインターネット上で流出しており、それが本物であればアントニオ・ホセ・デ・スクレとジャガーネコが描かれた200ボリバル紙幣とラファエル・マリア・バラルトとブラウンケナガクモザルが描かれた更なる高額紙幣が用意されていたことになる。

### 2016年から2018年までの通貨

#### 硬貨
硬貨は10、50、100ボリバルの3種類。表面にはシモン・ボリバルの肖像、裏面には額面とベネズエラの国章が描かれている。3種類とも同じ材質、絵柄であり、大きさのみが異なる。

#### 紙幣
新たに発行された紙幣は500、1000、2000、5000、10000、20000ボリバルの6種類。コスト上の理由から新紙幣は、既存の紙幣から金額の単位と色味のみを変えたデザインのものとなった。
ハイパーインフレの進行により、2017年には新たに100000ボリバル紙幣を発行した。額面が100のままであり、100ボリバル紙幣に僅かな色味の変更を施しただけのややこしいデザインであった。
高額紙幣への切り替え前まで紙幣の製紙はデ・ラ・ルー社のみに委託していたが、500、1000ボリバル紙幣は米クレーン・カレンシー社、2000ボリバル紙幣は露ゴズナク社が製紙を担当している。
5000〜20000ボリバル紙幣は額面が光学的変化インクで印刷され、デ・ラ・ルー社のKinetic StarChromeと呼ばれる最先端の偽造防止技術が組み込まれていたが、ベネズエラの国内経済の疲弊によってデ・ラ・ルー社への支払いが滞るなどしてコストダウンを迫られたのか、2018年4月頃からセキュリティスレッドのホログラムや光学的変化インク、耐久性向上の為のワニス加工が省略された紙幣が混ざって出回った他、100000ボリバル紙幣に至っては3社の用紙に加えボリバル・ソベラノ用に準備されていた用紙が流用された事もあり、セキュリティスレッドの種類や光学的変化インクの有無、透かしの図柄等が異なるものが5種類ほど混ざって流通する事態となった。これらの改刷は中央銀行による国民への周知が徹底されたとは言えず、中央銀行から発行された本物の紙幣であるにもかかわらず偽札と騒がれることもあった。
| 紙幣        | 紙幣     | 紙幣                                 | 紙幣                                             | 日付          | 日付         |
| 金額        | 色       | 図柄（表）                           | 図柄（裏）                                       | 印刷開始      | 流通開始     |
| ----------- | -------- | ------------------------------------ | ------------------------------------------------ | ------------- | ------------ |
| 500 Bs.F    | 灰色     | フランシスコ・デ・ミランダ           | アマゾンカワイルカとメダノス・デ・コロ国立公園   | 2016年8月18日 | 2017年1月頃  |
| 1000 Bs.F   | 紫色     | ペドロ・カメホ                       | オオアルマジロとリャノ                           | 2016年8月18日 | 2017年1月頃  |
| 2000 Bs.F   | カーキ色 | グアイカイプロ                       | オウギワシとカナイマ国立公園                     | 2016年8月18日 | 2017年1月頃  |
| 5000 Bs.F   | 緑色     | ルイサ・カセレス・デ・アリスメンディ | タイマイとペニンスラ・デ・マカナオ               | 2016年8月18日 | 2017年1月頃  |
| 10000 Bs.F  | 水色     | シモン・ロドリゲス                   | メガネグマとシエラ・ネバダ国立公園（ベネズエラ） | 2016年8月18日 | 2017年1月頃  |
| 20000 Bs.F  | 赤色     | シモン・ボリバル                     | ショウジョウヒワとアビラ国立公園                 | 2016年8月18日 | 2017年1月頃  |
| 100000 Bs.F | 金色     | シモン・ボリバル                     | ショウジョウヒワとアビラ国立公園                 | 2017年9月7日  | 2017年12月頃 |